# Born Pink World Tour
Born Pink World Tour – druga światowa trasa koncertowa południowokoreańskiego zespołu Blackpink. Trasa rozpoczęła się 15 października 2022 roku w Seulu w Korei Południowej, i zakończyła 17 września 2023 roku, również w Seulu, Korei Południowej. Trasa odwiedziła 22 kraje na czterech kontynentach.

## Tło
6 lipca 2022 roku YG Entertainment potwierdziło, że Blackpink wyda nowy album i wyruszy w największą światową trasę koncertową dziewczęcej grupy K-popowej w historii w drugiej połowie roku. 31 lipca ujawniono, że drugi koreański album studyjny grupy, Born Pink, zostanie wydany we wrześniu, a światowa trasa koncertowa rozpocznie się w październiku. 8 sierpnia Blackpink ogłosił 36 koncertów od października 2022 do czerwca 2023, obejmujących Azję, Amerykę Północną, Europę i Oceanię, z dodatkowymi datami, które zostaną dodane w przyszłości. 6 września grupa ujawniła pełny harmonogram dat i miejsc na koncerty w Ameryce Północnej i Europie. Trasa rozpoczęła się dwoma koncertami 15 i 16 października 2022 roku w KSPO Dome w Seulu w Korei Południowej, które zanotowały frekwencję ponad 20 000 osób. 28 października grupa ujawniła pełną listę dat i miejsc azjatyckiej części trasy. 7 grudnia Blackpink ogłosiły cztery koncerty w halach widowiskowych w dwóch miastach w Japonii, Tokio i Osace. 9 stycznia 2023 roku Blackpink ogłosiły cztery dodatkowe koncerty na azjatycką część trasy w Singapurze, Makau i Kaohsiung. 31 stycznia Blackpink ogłosił szczegóły sprzedaży biletów na koncerty w Australii i że zapowiedziany wcześniej koncert w Auckland nie jest już możliwy ze względu na „nieprzewidziane wyzwania logistyczne”. Ogłoszono również, że Blackpink zagra po raz pierwszy w Meksyku. W ramach kolejnej części trasy koncertowej, Blackpink ogłosiły koncert na stadionie w Paryżu oraz kilka koncertów na stadionach w Stanach Zjednoczonych. 26 czerwca grupa ogłosiła dwa koncerty w Hanoi 29 i 30 lipca, przed ich koncertami na zakończenie w Stanach Zjednoczonych. 16 sierpnia ogłoszono finałowe koncerty w Seulu.

## Produkcja
Według dyrektorki artystycznej trasy koncertowej Amy Bowerman, show zostało osnute na motywach podwójnej tożsamości Blackpink oraz indywidualności poszczególnych członkiń zespołu. Podzielone na cztery akty, pierwszy akt rozgrywa się w zaczarowanym ogrodzie i ukazuje „różową” stronę Blackpink. Bowerman opisała to jako „leśny, nimficzny świat, który jest bardzo flirtujący i kobiecy”. Jednak pewne sceny sugerują ciemniejszą stronę grupy, z groteskowymi obrazami kwiatów, takimi jak lilia, która ocieka metaliczną cieczą, oraz energetyczna muzyka. Drugi akt bardziej skupia się na dojrzałym aspekcie Blackpink, prezentując „ciężką monochromatyczną estetykę, która jest surowa i potężna”. Główny singiel „Pink Venom” z albumu Born Pink miał być punktem centralnym show; pod koniec drugiego aktu, stanowi punkt zwrotny, w którym kolor różowy pierwszy raz pojawia się w produkcji i jest intensywnie używany dalej. Trzeci akt podkreśla indywidualność każdej członkini poprzez solowe występy i „dziwną, odjechaną mieszankę” kolorów. Czwarty i ostatni akt celebrował koncepcję dualizmu Blackpink jako całości, z obrazami dychotomii, takich jak woda i ziemia lub ogień i lód, które są wyraźnie obecne.
W celu przygotowania show Born Pink World Tour, YG Entertainment zwróciło się do Ceremony London - firmy produkcyjnej specjalizującej się w wizualizacjach, która wcześniej współpracowała z artystami takimi jak Post Malone, Rina Sawayama, Holly Humberstone i Dua Lipa – aby dostarczyli muzykę i choreografię do Born Pink. Produkcja była ostatecznie wielostronnym i współpracującym wysiłkiem pomiędzy w pełni kobiecym zespołem producenckim YG Entertainment, amerykańskim zespołem i dyrektorem muzycznym Blackpink, a także firmą Ceremony London. Bowerman opisała rozwój koncepcji show jako „organiczny” proces. Same Blackpink miały duży udział w tworzeniu show i wniosły swoje pomysły, zwłaszcza odnośnie do listy utworów. Podczas prób do trasy koncertowej decydowały, które utwory pasują do siebie i kiedy powinny być wykonywane, co prowadziło do zmian wizualnych, ruchów scenicznych i scenografii; jednak „Pink Venom” pozostał punktem centralnym show. Podczas tworzenia show brano również pod uwagę interakcje z fanami, a czas był przeznaczony na to, aby Blackpink miało możliwość komunikacji i spotkania się ze swoimi fanami, znanymi jako Blinks.

## Odbiór krytyczny
Trasa spotkała się z pozytywnym przyjęciem krytyków. Ali Shutler, piszący dla Evening Standard, przyznał koncertom w O 2 Arena pięć gwiazdek na pięć możliwych, nazywając je „wyborem najlepszych elementów z różnych gatunków muzycznych, tworząc coś świeżego. Przez całe show czuło się, że cztery wykonawczynie kontynuują długą tradycję kobiecej siły w muzyce pop”. Alexis Petridis z The Guardian również przyznał tym samym koncertom cztery gwiazdki na pięć możliwych, uznając je za „wyjątkowo dobrze zrobione i o dużym wpływie”.

## Odbiór komercyjny
Blackpink zapisały się w historii swoimi wyprzedanymi koncertami na zakończenie trasy na MetLife Stadium w East Rutherford, New Jersey, które zgromadziły ponad 100 000 fanów i uczyniły z nich trzecie żeńskie artystki po Beyoncé i Taylor Swift, które wyprzedały koncerty na tym stadionie. Blackpink stały się także pierwszym żeńskim zespołem, który zorganizował solowy koncert w Gocheok Sky Dome. Trasa jest uważana za największą trasę żeńskiego zespołu w historii, obejmującą 66 występów w 34 miastach w Ameryce Północnej, Europie, Azji, Oceanii i na Bliskim Wschodzie, w których wzięło udział łącznie 1,8 miliona osób.

## Setlista
Pierwsza setlista pochodzi z występu w KSPO Dome w Seulu w Korei Południowej, który odbył się 16 października 2022 roku; druga setlista pochodzi z występu w Tokyo Dome w Tokio, Japonia, który odbył się 8 kwietnia 2023 roku; trzecia setlista pochodzi z występu na Stadionie Narodowym Rajamangala w Bangkoku w Tajlandii, który odbył się 27 maja 2023 roku; czwarta setlista pochodzi z dodatkowego koncertu na Stade de France w Paryżu, Francja, który odbył się 15 lipca 2023 roku; piąta setlista pochodzi z występu na Stadionie Narodowym Mỹ Đình w Hanoi w Wietnamie, który odbył się 29 lipca 2023 roku; szósta setlista pochodzi z dodatkowego koncertu na stadionie MetLife Stadium w East Rutherford w stanie New Jersey, który odbył się 11 sierpnia 2023 roku. Nie mają one na celu reprezentować wszystkie koncerty w trakcie trasy koncertowej.

### Akt 1
The Enchanted Garden Interlude
1. „How You Like That”
2. „Pretty Savage”
3. „Whistle” (skrócona wersja)
4. „Don't Know What to Do”
5. „Lovesick Girls”

### Akt 2
Interlude I (contains elements of "Kill This Love")
1. „Kill This Love”
2. „Crazy Over You”
3. „Playing with Fire” (skrócona wersja)
4. „Tally”
5. „Pink Venom” (rozszerzona wersja)

### Akt 3 – Solo
Interlude II
1. „Liar” (Camila Cabello cover)(Jisoo solo)
2. „You & Me” (Jennie solo)
3. „Hard to Love” (Rosé solo; skrócona wersja)
4. „On the Ground” (Rosé solo; skrócona wersja)
5. „Lalisa” (Lisa solo; skrócona wersja)
6. „Money” (Lisa solo; skrócona wersja)

### Akt 4
Interlude III
1. „Shut Down”
2. „Typa Girl”
3. „Ddu-Du Ddu-Du”
4. „Forever Young”

### Bis/Finał
1. „Boombayah”
2. „Yeah Yeah Yeah”
3. „Stay”  (remix)
4. „As If It's Your Last”

### Akt 1
The Enchanted Garden Interlude
1. „How You Like That”
2. „Pretty Savage”
3. „Whistle” (skrócona wersja)
4. „Don't Know What to Do”
5. „Lovesick Girls”

### Akt 2
Interlude I (contains elements of "Kill This Love")
1. „Kill This Love”
2. „Crazy Over You”
3. „Playing with Fire” (skrócona wersja)
4. „Tally”
5. „Pink Venom” (rozszerzona wersja)

### Akt 3 – Solo
Interlude II
1. „Flower” (Jisoo solo)
2. „You & Me” (Jennie solo)
3. „Hard to Love” (Rosé solo; skrócona wersja)
4. „On the Ground” (Rosé solo; skrócona wersja)
5. „Lalisa” (Lisa solo; skrócona wersja)
6. „Money” (Lisa solo; skrócona wersja)

### Akt 4
Interlude III
1. „Shut Down”
2. „Typa Girl”
3. „Ddu-Du Ddu-Du”
4. „Forever Young”

### Bis/Finał
1. „Yeah Yeah Yeah”
2. „Stay”  (remix)
3. „As If It's Your Last”

### Akt 1
The Enchanted Garden Interlude
1. „How You Like That”
2. „Pretty Savage”
3. „Whistle” (skrócona wersja)
4. „Don't Know What to Do”
5. „Lovesick Girls”

### Akt 2
Interlude I (contains elements of "Kill This Love")
1. „Kill This Love”
2. „Crazy Over You”
3. „Stay” (remix)
4. „Tally”
5. „Pink Venom” (rozszerzona wersja)

### Akt 3 – Solo
Interlude II
1. „Flower” (Jisoo solo)
2. „You & Me” (Jennie solo; remix; skrócona wersja)
3. „Gone” (Rosé solo; skrócona wersja)
4. „On the Ground” (Rosé solo; skrócona wersja)
5. „Money” (Lisa solo; zmieniona przerwą taneczną)

### Akt 4
Interlude III
1. „Shut Down”
2. „Typa Girl”
3. „Ddu-Du Ddu-Du”
4. „Forever Young”

### Bis/Finał
1. „Boombayah”
2. „Ddu-Du Ddu-Du” (Remix)
3. „As If It’s Your Last”

### Akt 1
1. „Pink Venom” (rozszerzone intro)
2. „How You Like That” (rozszerzone intro)
3. „Pretty Savage” (rozszerzone intro z przerwą taneczną na krzesłach)
4. „Kick It”
5. „Whistle” (skrócona wersja)

### Akt 2 – Solo
1. „You & Me” (Jennie solo; remix; skrócona wersja)
2. „Solo” (Jennie solo; skrócona wersja)
3. „Flower” (Jisoo solo; rozszerzone intro)
4. „Gone” (Rosé solo; skrócona wersja)
5. „On the Ground” (Rosé solo; skrócona wersja)
6. „Money” (Lisa solo; zmieniona przerwą taneczną)

### Akt 3
1. „Boombayah”(skrócona wersja; rozszerzone intro)
2. „Lovesick Girls” (rozszerzone intro)
3. „Playing with Fire” (skrócona wersja; rozszerzone outro)
4. „Typa Girl” (rozszerzone intro)
5. „Shut Down” (rozszerzone intro)
6. „Tally” (rozszerzone intro)
7. „Ddu-Du Ddu-Du” (remix intro i przerwa taneczna)
8. „Forever Young” (remix outro)

### Bis/Finał
1. „Stay” (remix)
2. „Yeah Yeah Yeah”
3. „As If It’s Your Last” (rozszerzone outro)

### Akt 1
The Enchanted Garden Interlude
1. „How You Like That”(rozszerzona wersja; zremiksowany beat)
2. „Pretty Savage”(rozszerzona intro)
3. „Whistle” (skrócona wersja)
4. „Don't Know What to Do”
5. „Lovesick Girls”

### Akt 2
Interlude I (contains elements of "Kill This Love")
1. „Kill This Love”
2. „Crazy Over You”
3. „Stay” (remix)
4. „Really”
5. „Pink Venom” (rozszerzona wersja)

### Akt 3 – Solo
Interlude II
1. „Flower” (Jisoo solo)
2. „You & Me” (Jennie solo; remix; skrócona wersja)
3. „Solo” (Jennie solo; skrócona wersja)
4. „Hard to Love” (Rosé solo; skrócona wersja)
5. „On the Ground” (Rosé solo; skrócona wersja)
6. „Money” (Lisa solo; zmieniona przerwą taneczną)

### Akt 4
Interlude III
1. „Shut Down”
2. „Typa Girl”
3. „See Tình” (cover taneczny Hoàng Thùy Linh; skrócona wersja)
4. „Ddu-Du Ddu-Du” (rozszerzona wersja)
5. „Forever Young”

### Bis/Finał
1. „Boombayah”
2. „As If It’s Your Last” (rozszerzone outro)

### Akt 1
1. „Pink Venom” (rozszerzone intro)
2. „How You Like That” (rozszerzone intro)
3. „Pretty Savage” (rozszerzone intro z przerwą taneczną na krzesłach)
4. „Kick It”
5. „Whistle” (skrócona wersja)

### Akt 2 – Solo
1. „You & Me” (Jennie solo; remix; skrócona wersja)
2. „Solo” (Jennie solo; skrócona wersja)
3. „All Eyes on Me” (Jisoo solo; rozszerzone intro)
4. „Flower” (Jisoo solo; skrócona wersja)
5. „Gone” (Rosé solo; skrócona wersja)
6. „On the Ground” (Rosé solo; skrócona wersja)
7. „Money” (Lisa solo; zmieniona przerwą taneczną)

### Akt 3
1. „Boombayah”(skrócona wersja; rozszerzone intro)
2. „Lovesick Girls” (rozszerzone intro)
3. „Playing with Fire” (skrócona wersja; rozszerzone outro)
4. „Typa Girl” (rozszerzone intro)
5. „Shut Down” (rozszerzone intro)
6. „Tally” (rozszerzone intro)
7. „Ddu-Du Ddu-Du” (remix intro i przerwa taneczna)
8. „Forever Young” (remix outro)

### Bis/Finał
1. „Stay” (remix)
2. „Yeah Yeah Yeah”
3. „As If It’s Your Last” (rozszerzone outro)

### Akt 1
1. „Pink Venom” (rozszerzone intro)
2. „How You Like That” (rozszerzone intro)
3. „Pretty Savage” (rozszerzone intro z przerwą taneczną na krzesłach)
4. „Kick It”
5. „Whistle” (skrócona wersja)

### Akt 2 – Solo
1. „Solo” (Jennie solo; skrócona wersja)
2. „You & Me” (Jennie solo; remix; skrócona wersja)
3. „All Eyes on Me” (Jisoo solo; rozszerzone intro)
4. „Flower” (Jisoo solo; skrócona wersja)
5. „Gone” (Rosé solo; skrócona wersja)
6. „On the Ground” (Rosé solo; skrócona wersja)
7. „Money” (Lisa solo; zmieniona przerwą taneczną)

### Akt 3
1. „Kill This Love”(rozszerzone intro)
2. „Lovesick Girls” (rozszerzone intro)
3. „Playing with Fire” (skrócona wersja; rozszerzone outro)
4. „Typa Girl” (rozszerzone intro)
5. „Shut Down” (rozszerzone intro)
6. „Don't Know What to Do”
7. „Tally” (rozszerzone intro)
8. „Ddu-Du Ddu-Du” (remix intro i przerwa taneczna)
9. „Forever Young” (remix outro)

### Bis/Finał
1. „Stay” (remix)
2. „Boombayah”
3. „Yeah Yeah Yeah”
4. „As If It’s Your Last” (rozszerzone outro)

- Podczas drugiego koncertu w Newark, Jisoo wykonała swoją solową wersję utworu „Liar” jako ostatnia po solowych występach Jennie, Rosé i Lisy.
- Podczas pierwszego koncertu w Los Angeles, Camila Cabello dołączyła na scenie do Jisoo, aby wspólnie wykonać utwór „Liar”[27].
- Podczas koncertu w Amsterdamie, Blackpink wykonały cover utworu „Last Christmas”.
- Od pierwszego koncertu w Tokio, solowe wykonanie przez Jisoo piosenki „Liar” zostało zastąpione przez jej solowy utwór „Flower”.
- Podczas obu koncertów w Singapurze, „Playing With Fire” zostało zastąpione przez „Stay”, a część finałowa zawierała tylko „Boombayah” i „As If It's Your Last”.
- „Ddu-Du Ddu-Du (Remix)” nie jest wykonywane na każdym koncercie, z wyjątkiem koncertu na zakończenie w Bangkoku.
- Podczas części finałowej obu koncertów w Osace, „Boombayah” zostało zastąpione przez „Stay”, a do setlisty dodano „Yeah Yeah Yeah”.
- Począwszy od koncertu na Encore w Paryżu, przed częścią finałową Blackpink zorganizowały wyzwanie taneczne, podczas którego fani byli filmowani na dużym ekranie na scenie, tańcząc do piosenek grupy.
- Podczas drugiego koncertu w Hanoi, „Hard to Love” zostało zastąpione przez „Gone”.
- Podczas pierwszego koncertu w East Rutherford, Jisoo po raz pierwszy wykonała „All Eyes On Me”. Blackpink także wykonały cover piosenki „Happy Birthday To You”, aby świętować 7. rocznicę grupy podczas zakończenia.
- Podczas ostatnich trzech koncertów na zakończenie w Stanach Zjednoczonych, Blackpink wykonały „Don't Know What To Do” po „Shut Down”.
- Podczas koncertu na zakończenie w Los Angeles, Jennie nie wykonała „You & Me”.

## Lista koncertów
| Data                 | Miejscowość     | Państwo                      | Obiekt                           | Frekwencja        | Dochód (USD)  |
| Azja                 | Azja            | Azja                         | Azja                             | Azja              | Azja          |
| -------------------- | --------------- | ---------------------------- | -------------------------------- | ----------------- | ------------- |
| 15 października 2022 | Seul            | Korea Południowa             | KSPO Dome                        | 20 060 / 20 060   | 2 321 471 $   |
| 16 października 2022 | Seul            | Korea Południowa             | KSPO Dome                        | 20 060 / 20 060   | 2 321 471 $   |
| Ameryka Północna     |                 |                              |                                  |                   |               |
| 25 października 2022 | Dallas          | Stany Zjednoczone            | American Airlines Center         | 23 528 / 23 528   | 6 181 742 $   |
| 26 października 2022 | Dallas          | Stany Zjednoczone            | American Airlines Center         | 23 528 / 23 528   | 6 181 742 $   |
| 29 października 2022 | Houston         | Stany Zjednoczone            | Toyota Center                    | 23 480 / 23 480   | 6 107 595 $   |
| 30 października 2022 | Houston         | Stany Zjednoczone            | Toyota Center                    | 23 480 / 23 480   | 6 107 595 $   |
| 2 listopada 2022     | Atlanta         | Stany Zjednoczone            | State Farm Arena                 | 23 434 / 23 434   | 6 012 820 $   |
| 3 listopada 2022     | Atlanta         | Stany Zjednoczone            | State Farm Arena                 | 23 434 / 23 434   | 6 012 820 $   |
| 6 listopada 2022     | Hamilton        | Kanada                       | FirstOntario Centre              | 23 990 / 23 990   | 4 478 470 $   |
| 7 listopada 2022     | Hamilton        | Kanada                       | FirstOntario Centre              | 23 990 / 23 990   | 4 478 470 $   |
| 10 listopada 2022    | Chicago         | Stany Zjednoczone            | United Center                    | 25 582 / 25 582   | 6 745 781 $   |
| 11 listopada 2022    | Chicago         | Stany Zjednoczone            | United Center                    | 25 582 / 25 582   | 6 745 781 $   |
| 14 listopada 2022    | Newark          | Stany Zjednoczone            | Prudential Center                | 23 928 / 23 928   | 6 595 517 $   |
| 15 listopada 2022    | Newark          | Stany Zjednoczone            | Prudential Center                | 23 928 / 23 928   | 6 595 517 $   |
| 19 listopada 2022    | Los Angeles     | Stany Zjednoczone            | Banc of California Stadium       | 46 295 / 46 295   | 15 346 966 $  |
| 20 listopada 2022    | Los Angeles     | Stany Zjednoczone            | Banc of California Stadium       | 46 295 / 46 295   | 15 346 966 $  |
| Europa               |                 |                              |                                  |                   |               |
| 30 listopada 2022    | Londyn          | Anglia                       | The O2 Arena                     | 35 440 / 35 440   | 5 755 155 $   |
| 1 grudnia 2022       | Londyn          | Anglia                       | The O2 Arena                     | 35 440 / 35 440   | 5 755 155 $   |
| 5 grudnia 2022       | Barcelona       | Hiszpania                    | Palau Sant Jordi                 | 17 208 / 17 208   | 2 398 563 $   |
| 8 grudnia 2022       | Kolonia         | Niemcy                       | Lanxess Arena                    | 15 899 / 15 899   | 2 705 360 $   |
| 11 grudnia 2022      | Paryż           | Francja                      | Accor Arena                      | 30 731 / 30 731   | 4 773 771 $   |
| 12 grudnia 2022      | Paryż           | Francja                      | Accor Arena                      | 30 731 / 30 731   | 4 773 771 $   |
| 15 grudnia 2022      | Kopenhaga       | Dania                        | Royal Arena                      | 15 525 / 15 525   | 2 270 370 $   |
| 19 grudnia 2022      | Berlin          | Niemcy                       | Mercedes-Benz Arena              | 26 638 / 26 638   | 4 707 247 $   |
| 20 grudnia 2022      | Berlin          | Niemcy                       | Mercedes-Benz Arena              | 26 638 / 26 638   | 4 707 247 $   |
| 22 grudnia 2022      | Amsterdam       | Holandia                     | Ziggo Dome                       | 14 641 / 14 641   | 2 268 488 $   |
| Azja                 |                 |                              |                                  |                   |               |
| 7 stycznia 2023      | Bangkok         | Tajlandia                    | National Stadium                 | 66 211 / 66 211   | 12 393 129 $  |
| 8 stycznia 2023      | Bangkok         | Tajlandia                    | National Stadium                 | 66 211 / 66 211   | 12 393 129 $  |
| 13 stycznia 2023     | Hong Kong       | Chiny                        | AsiaWorld–Arena                  | 32 312 / 32 312   | 8 270 805 $   |
| 14 stycznia 2023     | Hong Kong       | Chiny                        | AsiaWorld–Arena                  | 32 312 / 32 312   | 8 270 805 $   |
| 15 stycznia 2023     | Hong Kong       | Chiny                        | AsiaWorld–Arena                  | 32 312 / 32 312   | 8 270 805 $   |
| 20 stycznia 2023     | Rijad           | Arabia Saudyjska             | BLVD International Festival Site | 26 578 / 26 578   | 4 152 317 $   |
| 28 stycznia 2023     | Abu Zabi        | Zjednoczone Emiraty Arabskie | Etihad Park                      | 22 209 / 22 209   | 3 121 659 $   |
| 4 marca 2023         | Kuala Lumpur    | Malezja                      | Bukit Jalil National Stadium     | 62 642 / 62 642   | 9 130 608 $   |
| 11 marca 2023        | Dżakarta        | Indonezja                    | Gelora Bung Karno Stadium        | 113 740 / 113 740 | 17 199 546 $  |
| 12 marca 2023        | Dżakarta        | Indonezja                    | Gelora Bung Karno Stadium        | 113 740 / 113 740 | 17 199 546 $  |
| 18 marca 2023        | Kaohsiung       | Tajwan                       | National Stadium                 | 101 096 / 101 096 | 14 182 363 $  |
| 19 marca 2023        | Kaohsiung       | Tajwan                       | National Stadium                 | 101 096 / 101 096 | 14 182 363 $  |
| 25 marca 2023        | Bulacan         | Filipiny                     | Philippine Arena                 | 92 720 / 92 720   | 14 174 292 $  |
| 26 marca 2023        | Bulacan         | Filipiny                     | Philippine Arena                 | 92 720 / 92 720   | 14 174 292 $  |
| 8 kwietnia 2023      | Tokio           | Japonia                      | Tokyo Dome                       | 100 809 / 100 809 | 11 105 817 $  |
| 9 kwietnia 2023      | Tokio           | Japonia                      | Tokyo Dome                       | 100 809 / 100 809 | 11 105 817 $  |
| Ameryka Północna     |                 |                              |                                  |                   |               |
| 26 kwietnia 2023     | Meksyk          | Meksyk                       | Foro Sol                         | 113 498 / 113 498 | 19 978 283 $  |
| 27 kwietnia 2023     | Meksyk          | Meksyk                       | Foro Sol                         | 113 498 / 113 498 | 19 978 283 $  |
| Azja                 |                 |                              |                                  |                   |               |
| 13 maja 2023         | Singapur        | Singapur                     | National Stadium                 | 97 977 / 97 977   | 18 452 183 $  |
| 14 maja 2023         | Singapur        | Singapur                     | National Stadium                 | 97 977 / 97 977   | 18 452 183 $  |
| 20 maja 2023         | Makau           | Chiny                        | Galaxy Arena                     | 23 267 / 23 267   | 7 555 920 $   |
| 21 maja 2023         | Makau           | Chiny                        | Galaxy Arena                     | 23 267 / 23 267   | 7 555 920 $   |
| 27 maja 2023         | Bangkok         | Tajlandia                    | Rajamangala National Stadium     | 81 108 / 81 108   | 15 380 701 $  |
| 28 maja 2023         | Bangkok         | Tajlandia                    | Rajamangala National Stadium     | 81 108 / 81 108   | 15 380 701 $  |
| 3 czerwca 2023       | Osaka           | Japonia                      | Kyocera Dome Osaka               | 81 996 / 81 996   | 8 675 104 $   |
| 4 czerwca 2023       | Osaka           | Japonia                      | Kyocera Dome Osaka               | 81 996 / 81 996   | 8 675 104 $   |
| Oceania              |                 |                              |                                  |                   |               |
| 10 czerwca 2023      | Melbourne       | Australia                    | Rod Laver Arena                  | 23 145 / 23 145   | 4 100 980 $   |
| 11 czerwca 2023.     | Melbourne       | Australia                    | Rod Laver Arena                  | 23 145 / 23 145   | 4 100 980 $   |
| 16 czerwca 2023      | Sydney          | Australia                    | Qudos Bank Arena                 | 25 926 / 25 926   | 4 717 576 $   |
| 17 czerwca 2023      | Sydney          | Australia                    | Qudos Bank Arena                 | 25 926 / 25 926   | 4 717 576 $   |
| Europa               |                 |                              |                                  |                   |               |
| 15 lipca 2023        | Paryż           | Francja                      | Stade de France                  | 52 781 / 52 781   | 9 878 963 $   |
| Azja                 |                 |                              |                                  |                   |               |
| 29 lipca 2023        | Hanoi           | Wietnam                      | Mỹ Đình National Stadium         | 67 443 / 67 443   | 13 660 064 $  |
| 30 lipca 2023        | Hanoi           | Wietnam                      | Mỹ Đình National Stadium         | 67 443 / 67 443   | 13 660 064 $  |
| Ameryka Północna     |                 |                              |                                  |                   |               |
| 11 sierpnia 2023     | East Rutherford | Stany Zjednoczone            | MetLife Stadium                  | 96 570 / 96 570   | 17 506 005 $  |
| 12 sierpnia 2023     | East Rutherford | Stany Zjednoczone            | MetLife Stadium                  | 96 570 / 96 570   | 17 506 005 $  |
| 18 sierpnia 2023     | Paradise        | Stany Zjednoczone            | Allegiant Stadium                | 44 171 / 44 171   | 11 429 130 $  |
| 22 sierpnia 2023     | San Francisco   | Stany Zjednoczone            | Oracle Park                      | 38 390 / 38 390   | 9 586 128 $   |
| 26 sierpnia 2023     | Los Angeles     | Stany Zjednoczone            | Dodger Stadium                   | 48 824 / 48 824   | 13 813 071 $  |
| Azja                 |                 |                              |                                  |                   |               |
| 16 września 2023     | Seul            | Korea Południowa             | Gocheok Sky Dome                 | 35 391 / 35 391   | 4 684 163 $   |
| 17 września 2023     | Seul            | Korea Południowa             | Gocheok Sky Dome                 | 35 391 / 35 391   | 4 684 163 $   |
| Łącznie              | Łącznie         | Łącznie                      | Łącznie                          | 1 815 183         | 331 818 122 $ |

## Odwołane koncerty
| Data            | Miejscowość | Państwo       | Powód                                |
| --------------- | ----------- | ------------- | ------------------------------------ |
| 21 czerwca 2023 | Auckland    | Nowa Zelandia | nieprzewidziane wyzwania logistyczne |